# Koninklijk Belgisch Zeemanshuis (Antwerpen)
Het Koninklijk Belgisch Zeemanshuis was een hotel voor zeelieden die in Antwerpen afmonsterden of er aankwamen om aan te monsteren op een vertrekkend schip, en die onderdak nodig hadden, het was gevestigd aan de Ankerrui 20.
Op het einde van de 19de eeuw was het probleem van zeelieden duidelijk geworden, die na afmonstering niet op hun schip konden blijven en onderdak moesten zoeken. Zowel bij het Antwerpse stadsbestuur als in de scheepvaartkringen wilde men aan een oplossing werken. Op 21 oktober 1887 richtte men een neutraal internationaal zeemanshuis op. Een perceel aan de Ankerrui, eigendom van de stad Antwerpen, bood een perfecte locatie. Het ontwerp was van architect J. Hertoghs. De Stad kende jaarlijks een dotatie van 3.500 frank toe voor de werking van het Zeemanshuis. 
De weduwe van Felix Grisar-Govaerts stelde in 1888 een legaat van 150.000 frank ter beschikking van de stad Antwerpen voor de oprichting van het nieuwe Zeemanshuis, de stad stelde de grond gratis ter beschikking.
Bij de officiële opening op 11 oktober 1891, kwam de instelling onder verantwoordelijkheid van het stadsbestuur, de gemeenteraad stelde de initiatiefnemers als beheerders aan.
Het Zeemanshuis beschikte over 60 bedden, verdeeld over 3 slaapzalen van 7 bedden en 39 eenpersoonskamers, voor de Eerste Wereldoorlog werd de capaciteit, na aanpassingswerken, verhoogd tot 158 bedden. Tijdens de Eerste Wereldoorlog, in augustus 1914, werd het Zeemanshuis een hulppost van het Rode Kruis. Duizenden vluchtelingen vonden er een onderkomen en het gebouw werd ingeschakeld voor soepbedeling.
Vanaf 12 april 1919 werd het Zeemanshuis opnieuw een verblijf voor zeelieden. In de jaren 30 bij het graven van de Imalsotunnel werden de arbeiders in het Zeemanshuis geherbergd.
In het begin van de Tweede Wereldoorlog werd het gebouw opgeëist voor het gemobiliseerde Belgisch leger. Na de Duitse inval werden er Duitse soldaten ingekwartierd.
Op 1 augustus 1946 werd  het Zeemanshuis (aan de Ankerrui) opnieuw heropend, een beschadigd gebouw dat niet meer aan de vereisten voldeed. Het bleef nog open tot 30 september 1954.  Op 17 mei 1952 werd de eerste steen gelegd van het nieuwe Internationaal Zeemanshuis en op 1 oktober 1954 opende het nieuwe complex zijn deuren.